# Lee Joo-young (diễn viên)
Đây là một tên người Triều Tiên, họ là Lee.
Lee Joo-young (tiếng Hàn: 이주영; sinh ngày 14 tháng 2 năm 1992) là nữ diễn viên người Hàn Quốc. Sự xuất hiện đáng chú ý nhất của cô là trong phim truyền hình Cô nàng cử tạ Kim Bok Joo (2016–17) và Tầng lớp Itaewon (2020).

## Tiểu sử

### Giáo dục
- Trường trung học Changhyeon (창현고등학교) – Đã tốt nghiệp
- Đại học Kyung Hee (경희대학교), Khoa Sân khấu và Điện ảnh – Đã tốt nghiệp Cử nhân

## Danh sách phim

### Phim
| Năm  | Nhan đề                       | Vai diễn               | Ghi chú               | Ng.         |
| ---- | ----------------------------- | ---------------------- | --------------------- | ----------- |
| 2011 | Behinds                       |                        | Phim ngắn             |             |
| 2012 | Encounter                     | Wu Yan                 | Vai chính (phim ngắn) |             |
| 2013 | Living Things                 |                        |                       |             |
| 2013 | Beauty of Journey             |                        |                       |             |
| 2013 | A Hidden Story                | Min Soo-jin            | Phim ngắn             |             |
| 2015 | The Transfer Student          | 라옥                   | Vai chính (phim ngắn) |             |
| 2016 | The Eternal Theme of Humanity | Gong Yili              |                       |             |
| 2016 | Chae's Movie Theater          | Soo-yeon               |                       |             |
| 2016 | A Quiet Dream                 | Joo-young              | Vai phụ               |             |
| 2016 | Jane                          | Ji-su                  | Vai chính             |             |
| 2016 | Jamsil                        | Jo Seong-sook thời trẻ |                       |             |
| 2017 | Alone Together                | Ju-won                 | Vai chính (phim ngắn) |             |
| 2017 | An Algorithm                  | Lee Min-Ah             | Featurette            |             |
| 2018 | The Negotiation               | Lee Da-bin             |                       |             |
| 2019 | Maggie                        | Yeo Yoon-young         | Vai chính             |             |
| 2020 | Baseball Girl                 | Joo Soo-in             | Vai chính             |             |
| 2022 | Broker                        | Detective Lee          | Vai chính             | [ 2 ] [ 3 ] |

### Phim truyền hình
| Năm     | Nhan đề                             | Kênh   | Vai diễn     | Ghi chú   | Ng.   |
| ------- | ----------------------------------- | ------ | ------------ | --------- | ----- |
| 2016–17 | Cô nàng cử tạ Kim Bok Joo           | MBC TV | Lee Seon-ok  | Vai phụ   | [ 4 ] |
| 2018    | Chị đẹp mua cơm ngon cho tôi        | JTBC   | Lee Ye-eun   | Vai phụ   | [ 5 ] |
| 2018    | The Ghost Detective                 | KBS2   | Gil Chae-won | Vai phụ   | [ 6 ] |
| 2019    | KBS Drama Special - Home Sweet Home | KBS2   | Jo Soo-ah    | Vai chính | [ 7 ] |
| 2020    | Tầng lớp Itaewon                    | JTBC   | Ma Hyun-yi   | Vai phụ   | [ 8 ] |
| 2021    | Times                               | OCN    | Seo Jung-in  | Vai chính | [ 9 ] |

## Giải thưởng và đề cử
| Năm  | Lễ trao giải                                                                                         | Hạng mục                                                                      | (Những) Người / Tác phẩm được đề cử | Kết quả   | Ng.                  |
| ---- | --- | ----------------------------------------------------------------------------- | ----------------------------------- | --------- | -------------------- |
| 2014 | Liên hoan phim thông minh Goyang lần thứ 4 (4th Goyang Smart Film Festival)                          | Nữ diễn viên xuất sắc nhất                                                    | A Hidden Story                      | Đoạt giải | [ 10 ]               |
| 2017 | Giải thưởng phim Wildflower lần thứ 4 (4th Wildflower Film Awards)                                   | Nữ diễn viên phụ xuất sắc nhất                                                | A Quiet Dream                       | Đề cử     | [ 11 ]               |
| 2017 | Giải thưởng điện ảnh Buil lần thứ 26 (26th Buil Film Awards)                                         | Nữ diễn viên mới xuất sắc nhất                                                | Jane                                | Đề cử     | [ 12 ]               |
| 2018 | Giải thưởng điện ảnh nghệ thuật Chunsa lần thứ 23 (23rd Chunsa Film Art Awards)                      | Nữ diễn viên mới xuất sắc nhất                                                | Jane                                | Đề cử     | [ 13 ]               |
| 2018 | Giải thưởng nghệ thuật Baeksang lần thứ 54 (54th Baeksang Arts Awards)                               | Nữ diễn viên mới xuất sắc nhất (Điện ảnh)                                     | Jane                                | Đề cử     | [ 14 ]               |
| 2018 | Giải thưởng phim truyền hình KBS lần thứ 32 (32nd KBS Drama Awards)                                  | Nữ diễn viên mới xuất sắc nhất                                                | The Ghost Detective                 | Đề cử     | [ 15 ]               |
| 2018 | Liên hoan phim quốc tế Busan lần thứ 23 (23rd Busan International Film Festival)                     | Nữ diễn viên của năm                                                          | Maggie                              | Đoạt giải | [ 16 ]               |
| 2019 | Giải thưởng Ngôi sao Châu Á của BIFF Marie Claire lần thứ 7 (7th BIFF Marie Claire Asia Star Awards) | Giải thưởng Ngôi sao đang lên                                                 | Maggie                              | Đoạt giải | [ 17 ]               |
| 2019 | Giải thưởng phim truyền hình KBS lần thứ 33 (33rd KBS Drama Awards)                                  | Nữ diễn viên chính xuất sắc nhất trong phim truyền hình một màn/đặc biệt/ngắn | Home Sweet Home                     | Đoạt giải | [ 18 ]               |
| 2019 | Liên hoan phim độc lập Seoul lần thứ 45 (45th Seoul Independent Film Festival)                       | Giải thưởng Ngôi sao độc lập                                                  | Baseball Girl                       | Đoạt giải | [ 19 ]               |
| 2020 | Giải thưởng điện ảnh Buil lần thứ 29 (29th Buil Film Awards)                                         | Nữ diễn viên xuất sắc nhất                                                    | Baseball Girl                       | Đề cử     |                      |
| 2020 | Giải thưởng phim Wildflower lần thứ 7 (7th Wildflower Film Awards)                                   | Nữ diễn viên xuất sắc nhất                                                    | Maggie                              | Đề cử     | [ 20 ]               |
| 2020 | 5th Asia Artist Awards                                                                               | Giải thưởng biểu tượng xuất sắc nhất                                          | —                                   | Đoạt giải |                      |
| 2021 | Giải thưởng điện ảnh Rồng Xanh lần thứ 41 (41st Blue Dragon Film Awards)                             | Nữ diễn viên mới xuất sắc nhất                                                | Baseball Girl                       | Đề cử     | [ 21 ] [ 22 ] [ 23 ] |
| 2021 | Giải thưởng nghệ thuật Baeksang lần thứ 57 (57th Baeksang Arts Awards)                               | Nữ diễn viên mới xuất sắc nhất (Truyền hình)                                  | Times                               | Đề cử     | [ 24 ]               |